# 大餅包小餅

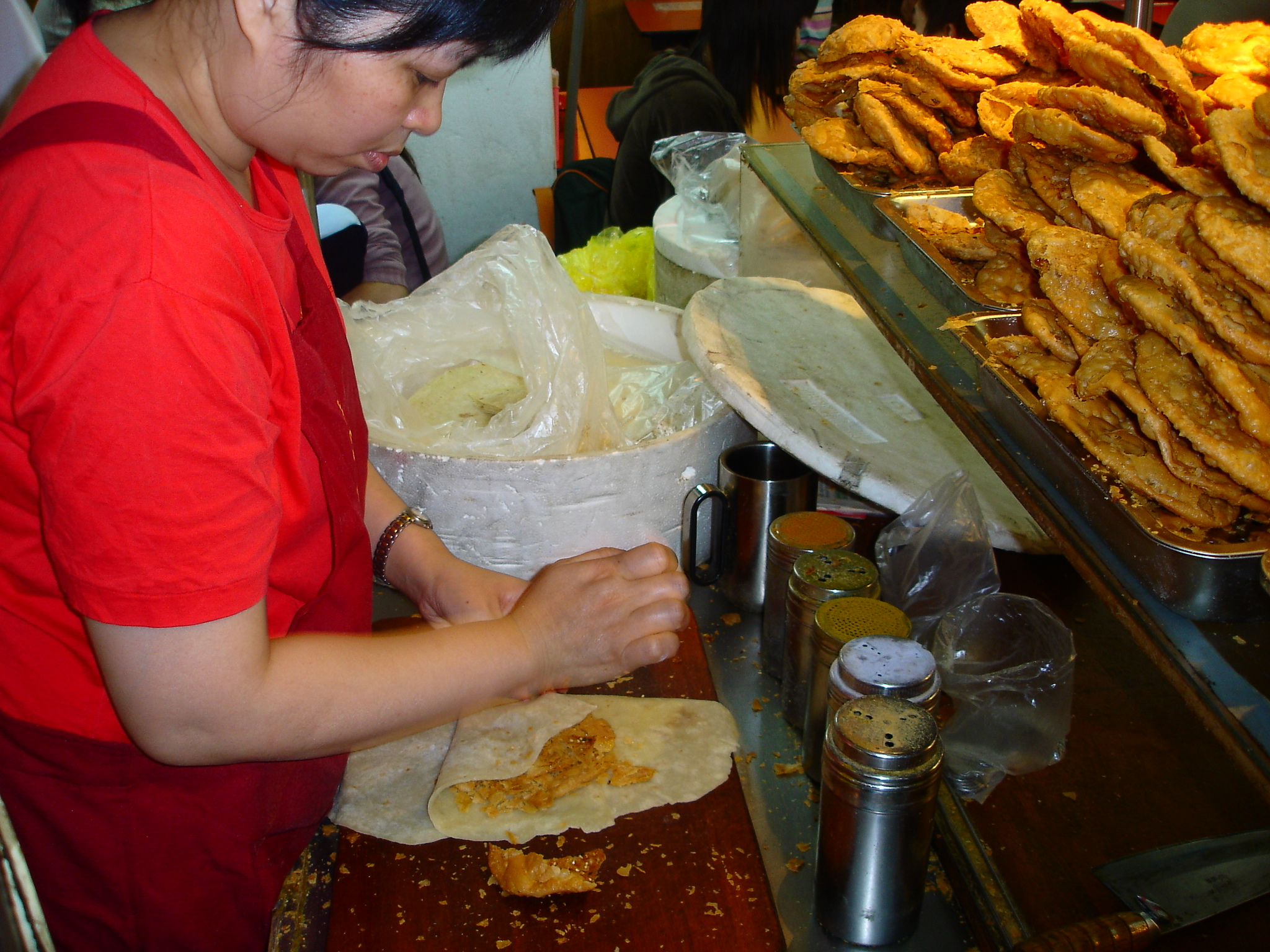
士林夜市中的大餅包小餅攤位。同中央五顏六色的鐵罐即各式調味粉

大餅包小餅為一種臺灣台北市北區士林夜市五大招牌小吃之一（還有燴炒花枝羹、檸檬愛玉、士林大香腸、藥燉排骨），自1980年代流傳至今；據說最早是相鄰的兩家店，一賣大餅一賣小餅，生意普通，有天，兩家店老闆靈機一動，把大餅拿來包小餅，竟大受歡迎，從此誕生了大餅包小餅。

## 做法
- 製作油炸酥餅，是小餅。
- 備妥麵餅皮，是大餅；把小餅置放於大餅裡，拍鬆，再以大餅捲起，即可。
- 發展至今，口味多達二十幾種。不同口味的差別處在於小餅在拍鬆時灑入不同口味的調味粉。

## 起源
士林大餅包小餅的創始人陳慶昌原來在士林市場內租了一間店面賣起家鄉的大陸餅─酥餅，不久他做鍋餅的朋友前來投靠，兩人便一起賣鍋餅和酥餅。幾年後這位老友病了，陳先生感念老友同甘共苦，而將鍋餅與酥餅合而為一，成為今日的大餅（鍋餅）包小餅（酥餅）。

## 参見
- 臺灣小吃
- 臺灣料理
- 台灣飲食
- 大腸包小腸